# Armand Huchet de Cintré
Pour les autres membres de la famille, voir Famille Huchet.
Armand-Louis Huchet, comte de Cintré, né le 26 octobre 1813 à Rennes, mort le 16 octobre 1882 au château du Breuil à Iffendic, est un homme politique français, député d'Ille-et-Vilaine de 1871 à 1876.

## Biographie
Fils de Georges Marie Huchet de Cintré et d’Adélaïde Rose Freslon de La Freslonnière, il épouse Marie-Mélanie Bucher de Chauvigné, le 20 janvier 1844, petite-fille de l'ancien maire d'Angers, Anselme-René Bucher de Chauvigné.
Conseiller général d'Ille-et-Vilaine, il fut élu, comme conservateur royaliste, le 8 février 1871, représentant à l'Assemblée nationale. Légitimiste et catholique, il s'inscrivit à la réunion des Réservoirs, et prit part à toutes les manifestations des conservateurs de la nuance la plus accentuée, notamment à la proposition de rétablissement de la monarchie le 15 juin 1874, et, en dehors de l'assemblée, au pèlerinage de Paray-le-Monial, etc.
Huchet de Cintré ne fut pas réélu le 20 février 1876.

## Sources
- « Armand Huchet de Cintré », dans Adolphe Robert et Gaston Cougny, Dictionnaire des parlementaires français, Edgar Bourloton, 1889-1891 [détail de l’édition]
- Archives départementales d'Ille-et-Vilaine, Iffendic, état civil, décès 1882.